# Chiesa di San Pancrazio a Pieve a Celle
La chiesa di San Pancrazio a Pieve a Celle si trova in una frazione di Pistoia.

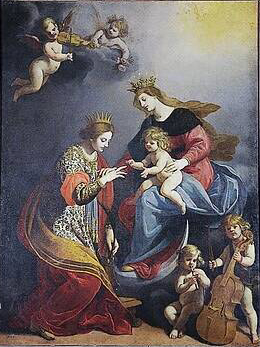
Matrimonio mistico di santa Caterina

## Storia e descrizione
Della chiesa si conservano antichissime testimonianze, risalenti all'VIII secolo, ma nella sua attuale configurazione si riconoscono appena le tracce del XII secolo nella muratura esterna, mentre l'impianto della chiesa risulta assai più tardo (XVII secolo). 
Fin dal Seicento fu posta sotto il patronato della famiglia Cellesi e a tale mecenatismo si devono le notevoli opere che la decorano all'interno, fra le quali il Battesimo di Cristo di Orazio Fidani (1635).